# Herb powiatu bartoszyckiego
Herb powiatu bartoszyckiego – jeden z symboli powiatu bartoszyckiego, ustanowiony 25 kwietnia 2003.

## Wygląd i symbolika
Herb przedstawia na tarczy w polu czerwonym dwa topory ostrzami zwrócone na zewnątrz tarczy, pomiędzy nimi złota korona, natomiast u dołu tabeli piętnaście kamieni. Kamienie i topór stanowią nawiązanie do niemieckiej nazwy stolicy powiatu – Bartenstein ("Barten" - topór i "Stein" - kamień). Natomiast złota, zamknięta korona oznacza okres lennej zależności od Polski (1466-1657).                                